# Hartwig Bleidick
Hartwig Bleidick (* 26. Dezember 1944 in Soest) ist ein ehemaliger deutscher Fußballspieler.

## Karriere
Ende der 1960er Jahre sichtete der DFB junge Amateurspieler, die vorbereitet werden sollten, um für die deutsche Olympiamannschaft bei den Olympischen Spielen 1972 in München zu spielen. Damit sie Erfahrungen sammeln konnten, sollten sie in der Fußball-Bundesliga spielen, jedoch ohne einen Profivertrag zu unterschreiben. Trainer der Auswahl war Jupp Derwall. Einer dieser Spieler war der Abwehrspieler Hartwig Bleidick, der in Soest Fußball spielte. In der Verbandsauswahl von Westfalen war er im Viertelfinale des Länderpokals 1967/68 am 24. Februar 1968 in Ingolstadt bei der 1:2-Niederlage nach Verlängerung gegen Bayern an der Seite von Friedhelm Schulte, Erhard Ahmann, Dieter Mietz und Dieter Zorc zum Einsatz gekommen. Von 1968 bis 1972 absolvierte der Student der Germanistik 32 Länderspiele in der Fußballnationalmannschaft der Amateure, in denen er zwei Tore erzielte. Er debütierte bei den DFB-Amateuren am 2. Juli 1968 beim Länderspiel in Reykjavík gegen Island und verabschiedete sich während des Olympiaturniers mit dem Spiel am 3. September 1972 in Nürnberg gegen Mexiko aus der Amateurnationalmannschaft.
1968 wechselte er aus der Landesliga Westfalen vom Soester SV als Vertragsamateur zu Borussia Mönchengladbach in die Fußball-Bundesliga und spielte sich gleich in die Anfangsformation von Trainer Hennes Weisweiler. Er bestritt in seiner ersten Saison alle 34 Spiele der Gladbacher Borussen, wie auch Berti Vogts, Herbert Wimmer und Herbert Laumen und erzielte als ballsicherer Außenverteidiger auch noch drei Tore. Sein Debüt hatte er am ersten Rundenspieltag beim 3:1-Auswärtserfolg bei Borussia Dortmund am 17. August 1968. Die „Fohlen“ belegten den dritten Rang. 1970 und 1971 wurde er Deutscher Meister. Zum Ende der Saison 1971 berief ihn sogar Bundestrainer Helmut Schön ins Aufgebot der deutschen Fußballnationalmannschaft. Bleidick kam bei zwei Spielen als Einwechselspieler zum Einsatz. 1972 nahm er an dann tatsächlich an den Olympischen Spielen in München teil und kam in der anschließenden Saison jedoch kaum noch zum Einsatz, so dass er Mönchengladbach und die Fußball-Bundesliga wieder verließ und in das Amateurlager zurückging. Sein letzter Einsatz in der Bundesliga datiert vom 16. Dezember 1972, als Mönchengladbach mit einer 0:3-Niederlage die Vorrunde beim VfB Stuttgart abschloss und Bleidick sein neuntes Rundenspiel absolvierte. Insgesamt brachte es Hartwig Bleidick auf 114 Einsätze in der Fußball-Bundesliga und er erzielte dabei sechs Tore.
Zu seinen sportlichen Höhepunkten in seiner Zeit in Mönchengladbach zählten die Europacupspiele gegen den FC Everton, Inter Mailand, FC Aberdeen und den 1. FC Köln. Ein herausragendes Erlebnis war seine Teilnahme am 20. Oktober 1971 beim legendären Büchsenwurfspiel gegen Inter Mailand, das Gladbach mit 7:1 Toren für sich entscheiden konnte. Als Gladbach 1972/73 in die Finalspiele im UEFA-Pokal gegen den FC Liverpool einzog, absolvierte er in den ersten drei Runden sechs Spiele, kam dann aber im Halbfinale und gegen Liverpool nicht mehr zum Einsatz.
Bleidick hatte 1969 unter Lehrgangsleiter Weisweiler an der Deutschen Sporthochschule in Köln erfolgreich die Ausbildung zum Fußball-Lehrer durchlaufen und ließ seine Karriere bei Borussia Lippstadt (1973–1975) und seinem Heimatverein Soester SV (1975–1982) ausklingen. Danach war er noch einige Jahre Sportlehrer am Ostendorf-Gymnasium in Lippstadt, bevor er in den Ruhestand ging. Seine Tochter ist heute ebenfalls Lehrerin am Ostendorf-Gymnasium in Lippstadt.

### Erfolge
- Deutscher Meister: 1970, 1971